# 가스부치정
가스부치정(粕淵町)은 시마네현 오치군에 있던 정이다. 현재의 고쓰시에 해당한다.